# 节鼠耳蝠
节鼠耳蝠（学名：Myotis capaccinii，或者叫作长爪蝙蝠）为蝙蝠科鼠耳蝠属的动物。在中国大陆，分布于江西、陕西、贵州、安徽、香港、云南、江苏、广东、福建、浙江等地，主要生活于洞穴。该物种的模式产地在意大利。摩洛哥、阿尔及利亚和地中海沿岸，约旦和伊朗等地区也有分布。主要居住在湿地和水道周围。
食物主要是昆虫，也捕食鱼类。

## 亚种
- 节鼠耳蝠福建亚种（学名：Myotis capaccinii fimbriatus），Peters于1871年命名。在中国大陆，分布于广东、安徽、云南、江苏、福建、浙江等地。该物种的模式产地在福建。[4]